# Macun şekeri

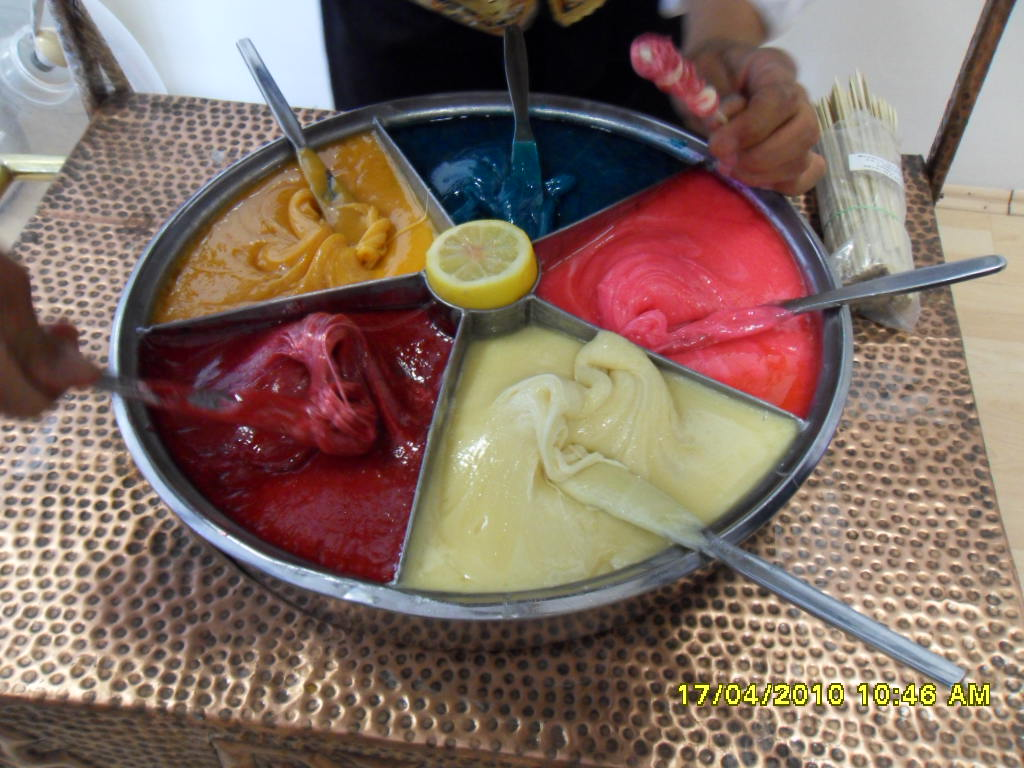
Macun şekeri.

El Macun şekeri o simplemente Macun es una golosina comida callejera turca consistente en una pasta de azúcar. Generalmente preferida por los niños, se vende envolviéndolo sobre un palo de madera. Suele ser de colores variados.